# Valea Lungă (Alba)
Valea Lungă é uma comuna romena localizada no distrito de Alba, na região histórica da Transilvânia. A comuna possui uma área de 75.07 km² e sua população era de 3169 habitantes segundo o censo de 2007.